# Брендан Шардонне
Брендан Шардонне (фр. Brendan Chardonnet, нар. 22 грудня 1994, Сен-Ренан, Франція) — французький футболіст, центральний захисник клубу «Брест».

## Ігрова кар'єра
Брендан Шардонне народився у місті Сен-Ренан, що поблизу Бреста. І займатися футболом почав у юнацькій команді клубу «Брест». У травні 2013 року футболіст зіграв свою першу гру в основі, коли вийшов на заміну у другому таймі у матчі проти «Парі Сен-Жермен».
Сезон 2015/16 Шардонне провів в оренді у клубі Національного дивізіону «Епіналь». Після чого повернувся до «Бреста» і зайняв місце постійного гравця основи. В подальшому футболіст неодноразово продовжував контракт із клубом.